# Ajdar (fiume)
L'Ajdar (in ucraino e in russo Айдар?) è un fiume della Russia europea meridionale e dell'Ucraina nord-orientale, tributario di sinistra del Donec. Il suo corso interessa l'oblast' russa di Belgorod e l'oblast' ucraina di Luhans'k. Lungo 264 km, di quali 256 in Ucraina, possiede un bacino di 7.420 km quadrati. I suoi versanti sono caratterizzati dalla presenza di anfratti e gole. In primavera, lo scioglimento della neve costituisce circa il 70% della sua portata.